# Jessica Fu
Jessica Fu (ur. 12 lutego 1987) – peruwiańska lekkoatletka, tyczkarka.

## Osiągnięcia
| Rok  | Impreza                         | Miejsce      | Pozycja     | Wynik |
| ---- | ------------------------------- | ------------ | ----------- | ----- |
| 2011 | Mistrzostwa Ameryki Południowej | Buenos Aires | 5. miejsce  | 3,50  |
| 2011 | Igrzyska panamerykańskie        | Guadalajara  | 14. miejsce | 3,55  |
| 2013 | Igrzyska boliwaryjskie          | Trujillo     | 3. miejsce  | 3,40  |

## Rekordy życiowe
- Skok o tyczce – 3,80 (2011 & 2012 & 2013) rekord Peru